# Teodicea babilònica
La Teodicea babilònica és el nom que rep un poema escrit en accadi on a través del diàleg entre una persona que es lamenta i el seu amic que el consola, es transmeten alguns dels ensenyaments propis del període babilònic mitjà, bàsicament referits a la necessitat d'adorar els déus per obtenir el seu favor. El poema, conservat en tauletes de fang, va ser escrit entre els anys 1600 aC i 900 aC i correspon al gènere a la literatura sapiencial.
Un home va a buscar el seu amic ple d'angoixa perquè està segur que li podrà donar bon consell. Primerament comenta que la seva situació és injusta perquè ell sempre ha respectat i honorat els déus. El savi li respon que no es pot saber el designi diví i que el que sembla un mal pot acabar en bé al final. L'altre li posa un seguit d'exemples on sembla triomfar el mal al seu voltant, i com els déus no fan res per a impedir-ho (problema del mal). El savi justifica l'estat de coses defensant el paper dels déus (teodicea) i afirma que l'ésser humà, a diferència dels animals, pot arribar a obtenir part del coneixement a través de rituals i pregàries. Tots dos es mostren d'acord que l'home té part de la seva naturalesa lligada al mal, i que així ha estat creat pels déus. El primer home acaba suplicant ajuda divina per tornar a tenir pau i promet complir les seves obligacions del culte per aconseguir-la. Aquest final obert no sembla respondre a les preguntes plantejades al llarg del diàleg, de manera que la qüestió central roman oberta.
El poema té 27 estrofes, cada estrofa consta d'onze versos i s'alternen per estricte ordre els dos amics, de manera que un es lamenta i l'altre li respon. L'inici de cada vers forma un acròstic on es llegeix el nom i títol de l'autor (traduït com "Saggil-kīnam-ubbib, sacerdot i adorador del rei"). S'han perdut part de 8 estrofes. Les estrofes estan formades per dos grups de cinc versos i una línia afegida que fa èmfasi en el missatge central de l'estrofa. La llengua usada pertany al període mig babiloni de l'accadi, amb alguns col·loquialismes que contrasten amb certes pronúncies arcaiques, inscrites per preservar la mètrica del poema.
La Teodicea babilònica presenta similituds amb el Ludlul bel nemeqi i les seves lamentacions. En ambdós casos el protagonista es pregunta que si hi ha una relació directa entre actes i recompensa divina, com pot ser que ells que són pietosos pateixin mentre que altres homes notòriament malvats i descuidats amb el culte gaudeixen de major fortuna. Aquests textos podrien haver inspirat la figura del Job bíblic. La principal diferència és que la Teodicea babilònica es mostra molt més crítica amb la divinitat, ja que el savi recull més arguments de l'amic que els dialogants de les altres obres (probablement perquè en aquelles qui contesta és un déu i no un home).